# District de Huarong
Pour les articles homonymes, voir Huarong.
Le district de Huarong (华容区 ; pinyin : Huáróng Qū) est une subdivision administrative de la province du Hubei en Chine. Il est placé sous la juridiction de la ville-préfecture d'Ezhou.